# Hemerocoetes
Hemerocoetes es un género de peces de la familia Percophidae, del orden Perciformes. Este género marino fue descrito por primera vez en 1837 por Achille Valenciennes.

## Especies
Especies reconocidas del género:
- Hemerocoetes artus Nelson, 1979
- Hemerocoetes macrophthalmus Regan, 1914
- Hemerocoetes monopterygius (Schneider, 1801)
- Hemerocoetes morelandi (Nelson, 1978)
- Hemerocoetes pauciradiatus Regan, 1914